# Politique étrangère du Liban
La politique étrangère du Liban désigne l'ensemble des relations diplomatiques de la république libanaise depuis son indépendance de la France obtenue le 22 novembre 1943. 
Le Liban est membre des Nations unies, de la Ligue arabe, de l'Organisation de la coopération islamique, et de l'Organisation internationale de la Francophonie.

## Chronologie des relations

### Première années après l'indépendance
Le pays déclare son indépendance le 22 novembre 1943, en gardant les frontières du Grand Liban de 1926, après des manifestations durant plusieurs mois, dont émergent notamment les figures de Béchara el-Khoury et Riad El Solh et l'idée d'un Pacte national qui vise à consacrer un fonctionnement communautaire du système politique, où notamment la présidence de la République serait laissée aux chrétiens, et le poste de Premier ministre aux musulmans.
Présenté pendant les années 1950 à 1970 comme la « Suisse du Moyen-Orient », du fait de la présence de nombreuses banques notamment, le Liban connaît alors un fort développement de son économie, de ses infrastructures et de son État, particulièrement sous les présidences de Camille Chamoun et Fouad Chéhab.

### Guerre civile libanaise
Mais dans le même temps le pays est aussi confronté à ses propres tensions sociales, communautaires, et aux conséquences de la création d'Israël. Celle-ci provoque l'afflux de 120 000 Palestiniens dès 1948. Le Liban est aussi graduellement impliqué dans le conflit israélo-palestinien, à plus forte raison à partir de la fin des années 1960, avec les Accords du Caire, et après Septembre noir. L'accord est souvent présenté comme un basculement qui ouvrira la voie à une longue guerre civile (1975-1990) où se mêleront aspects politiques, religieux mais aussi quasi-mafieux.
Le pays est occupé par la Syrie à la suite de l'accord de Taëf en 1989.

### Depuis la fin de la guerre
Les relations internationales du Liban sont relativement stables depuis les années 1990, à l'exception d'une nouvelle guerre contre Israël en 2006 qui dure environ un mois sans faire de vainqueur, mais provoque d'importants dégâts matériels au Liban.
Néanmoins, comparé aux autres pays du Moyen-Orient, le Liban se distingue par un positionnement neutre dans le contexte de guerre froide entre l'Iran et l'Arabie saoudite, dans laquelle plusieurs pays de la région prennent parti. Mais cela n'empêche pas le Liban d'être un terrain d'affrontement entre ces deux grandes puissances, chacune ayant des acteurs politiques libanais qui lui sont favorables : le Hezbollah, mouvement politique chiite financé par l'Iran, et le Courant du futur, mouvement politique sunnite davantage favorable à l'Arabie saoudite.
L'année 2020 est marqué par des pourparlers inédits du Liban avec Israël, les deux États étant officiellement en guerre depuis des décennies. S'il ne s'agit pas d'accords de paix mais seulement de négociations pour délimiter leur frontière maritime, leur enjeu symbolique est fort, car il s'agit du premier échange entre des responsables politiques des deux gouvernements depuis 30 ans. Cette rencontre sous médiation de l'ONU, implique la prise en compte de leurs intérêts réciproques, ce qui contraste avec l'historique de leurs relations bilatérales, d'autant plus que le Liban ne reconnait pas jusqu'à présent l'existence d'Israël.

## Relations avec les pays du Moyen-Orient

### Relations avec la Syrie
Le Liban partage avec la Syrie une frontière de 375 km. La question d'unir leurs deux territoires dans un seul et même pays s'est posée au moment des accords de Sykes-Picot prévoyant le partage du Moyen-Orient en zones d'influences française et britannique après la Première Guerre mondiale.  Malgré leurs séparations en deux États, leurs populations ont gardé des similitudes et des affinités fortes, plusieurs personnalités libanaises étant d'origine syrienne et réciproquement. C'est notamment le cas d'Émile Eddé, né à Damas en 1884 et président du Liban de 1936 à 1941. 
Pendant la guerre civile libanaise qui dure de 1975 à 1990, le président syrien Hafez el-Assad, voit dans une opération de pacification l'occasion de poster des troupes à proximité d'Israël pour menacer l'État hébreu. En vertu de l'accord de Taëf mettant fin à la guerre civile libanaise, le Liban est occupé par l'armée syrienne entre 1989 et 2005.  En 1991, la Syrie et le Liban concluent un traité de fraternité, de coopération et de coordination. 
Pendant la guerre civile syrienne, le Hezbollah libanais envoie des milliers de combattants appuyer l'armée syrienne contre les rebelles et djihadistes, jouant un rôle majeur dans l'issue de plusieurs batailles comme Qousseir en 2013 et Deir ez-Zor entre 2012 et 2017. Parallèlement, plus d'un million de Syriens touchés par la guerre se réfugient au Liban, soit l'équivalent d'un quart de la population du Liban.

### Relations avec l'Iran
L'Iran a contribué à créer le Hezbollah libanais pendant l'invasion israélienne au Liban en 1982. Depuis lors, la proximité du Hezbollah, aujourd'hui acteur politique et militaire majeur du pays avec l'Iran fait de sa politique étrangère envers l'Iran un enjeu crucial pour le Liban. La branche armée du Hezbollah fait ainsi partie des milices financés et armées par l'Iran pour défendre ses intérêts en dehors de son territoire, notamment dans la lutte contre Israël. L'Iran fournit au Hezbollah un appui décisif lors du conflit israélo-libanais de 2006, incarné notamment par le général Qassem Soleimani qui prend part aux combats, et permet de rééquilibrer le rapport de force face à Tsahal.
En 2015, à la suite de la prise de Sanaa, capitale du Yémen par les milices Houthis, le député iranien Ali Reza Zakani, déclare que Téhéran contrôle désormais quatre capitales arabes : Bagdad, Beyrouth, Damas et Sanaa.

### Relations avec l'Arabie saoudite
Le Premier ministre libanais de 1992 à 2000 Rafiq Hariri est d'origine saoudienne, ainsi que son fils Saad Hariri, Premier ministre de 2016 à 2020.
En janvier 2017, le président libanais Michel Aoun se rend à Ryad ou il rencontre le prince saoudien Mohammed Ben Salmane, qui annonce dans la foulée l'octroi d'un financement de 3 milliards de dollars pour équiper l'armée libanaise. 
En novembre 2017, une grave crise diplomatique oppose les deux États pendant environ deux semaines, après que Saad Hariri ait été retenu en Arabie saoudite et contraint à la démission par Mohammed Ben Salmane, qui lui reprochait une gouvernance contraire aux intérêts saoudiens. Finalement, une intervention de la France permet à Saad Hariri de quitter le pays, et celui-ci revient sur sa démission après son retour au Liban.

### Relations avec Bahreïn
En 2021, Bahreïn rappelle son ambassadeur du Liban comme mesure de rétorsion après des propos d'un ministre libanais critiquant l'intervention de l'Arabie saoudite dans la guerre au Yémen, à la tête d'une coalition dont fait partie Bahreïn. Le Liban, pays multiconfessionnel contraint d'adopter une position équilibriste entre pays sunnites et chiites du Moyen-Orient, voit cette pression se relâcher lorsque l'Arabie saoudite et l'Iran normalisent leurs relations diplomatiques en mars 2023. Deux mois plus tard, Bahreïn rétablit son ambassadeur au Liban.

### Relations avec l'Irak
L'Irak et le Liban sont tous deux membres et fondateurs de la Ligue arabe, et membres de l'Organisation de la coopération islamique.
Pendant les guerres israélo-arabes de 1948 et 1967, l'Irak et le Liban participent tous deux aux coalitions arabes constituées contre Israël bien que la participation libanaise soit très inférieure à celle des autres armées arabes. Le Liban ne prend pas partie lors des conflits armés de grande ampleur qui touchent l'Irak en 1980 et 1990, étant lui-même confronté à une guerre civile entre 1975 et 1990, pendant laquelle le général Michel Aoun, reçoit des armes de Saddam Hussein pour lutter contre l'intervention de l'armée syrienne sur son sol. En 1990, le président syrien Hafez el-Assad se range aux côtés de Washington dans la guerre du Golfe, et reçoit en retour, le feu vert américain pour prendre le contrôle du Liban.
En 2003, l'ancien Président libanais Amine Gemayel (1982-1988) se rend à Bagdad pour une médiation afin de tenter, sans succès, d'empêcher l'invasion de l'Irak par les États-Unis.
Pendant la seconde guerre civile irakienne (2013-2017), le Hezbollah libanais participe au conflit dans le camp loyal au gouvernement irakien, aux côtés des autres milices chiites soutenues par l'Iran. En février 2018, Michel Aoun se rend à Bagdad en tant Président de la République libanaise (un an après son élection en octobre 2016) marquant la première visite en Irak d'un chef d'État libanais en exercice depuis des décennies. Il y rencontre son homologue Fouad Massoum et le Premier ministre irakien Haider al-Abadi. Le sujet principal de leurs échanges porte sur une participation libanaise à la reconstruction de l'Irak après la fin de la seconde guerre civile, auxquels s'ajoutent des sujets de coopération sécuritaire contre le terrorisme islamiste, mais aussi contre la Israël contre qui les deux États sont toujours ennemis.
En avril 2021, le Ministre libanais de la Santé Hamad Hassan et son homologue irakien Hassan al-Tamimi se rencontrent à Beyrouth et signent un accord cadre entre les deux pays qui comprenant la fourniture par l'Irak de 3,5 millions de barils de pétrole par an au Liban, en échange de services médicaux et hospitaliers. Le Liban attire un tourisme médical important, chaque année, des milliers de patients irakiens qui viennent y chercher des soins désormais inexistants dans leur pays.
Plus de 15.000 Libanais vivent en Irak, dont environ 5.000 au Kurdistan irakien, tandis que de nombreux Libanais chiites se rendent chaque année en Irak, aux lieux saints de Nadjaf et la ville de Kerbala. Le volume total des exportations libanaises vers l’Irak est assez limité, franchissant rarement le seuil de 150 millions de dollars par an, en raison de la concurrence de l'Iran et de la Turquie et des frais logistiques que les deux pays pauvres ont du mal à prendre en charge. 

### Relations avec Israël
Le Liban ne participe pas en tant que pays à la guerre israélo-arabe de 1948-1949 (bien qu'un nombre important de volontaires libanais s'engage contre Israël), ni à la guerre des Six Jours en 1967 ni à la guerre du Kippour en 1973 et la frontière entre Israël et le Liban est relativement calme et stable.
À l'instar de la Syrie, le Liban est toujours officiellement en état de guerre contre Israël, à la suite d'invasions dévastatrices de l'armée israélienne en territoire libanais en 1978, 1982 et 2006.
En octobre 2020, dans un contexte de normalisation des relations entre Israël avec plusieurs pays arabes, le Liban annonce un accord avec Israël pour entamer des négociations sous médiation de l'ONU afin de résoudre leur différend sur les frontières maritimes et terrestres. Tracer des frontières maritimes avec un pays équivaut à reconnaître l'existence de ce pays, ce qui contraste avec la position historique du Liban de non-reconnaissance d'Israël.
En octobre 2022, malgré une situation toujours conflictuelle, les deux pays parviennent à s'entendre, grâce à une médiation américaine, et à signer un accord sur la délimitation de leurs frontières maritimes et le partage des ressources gazières offshore situées de part et d'autre.

## Relations avec le reste de l'Asie

### Relations avec l'Arménie
L'Arménie et le Liban entretiennent de bonnes relations bilatérales, marquées par des affinités culturelles et sociales fortes.
Le Liban est le huitième pays du monde à accueillir le plus d'Arméniens, dont le nombre au Liban était estimé à 140 000 en 2015. Une part significative d'entre eux est concentrée dans le quartier de Bourj Hammoud, au nord-est de Beyrouth. Celle-ci est bien intégrée au tissu économique, social et politique du Liban, bénéficiant du caractère multi-culturel du pays, qui comme l'Arménie, est issu de la désintégration de l'Empire ottoman. De facto, la majeure partie des Arméniens ayant émigré au Liban sont devenus libanais en même temps que leurs concitoyens, puisque le projet de création du Liban en tant qu'État indépendant existe depuis 1923, soit après le génocide de 1915-1916 qui a provoqué les plus importantes migrations. Le parlement libanais, qui fonctionne par quota communautaire, réserve six siège à la communauté arménienne du pays.
Dans les années 1950, les Arméniens ont été des acteurs majeurs de l’essor économique et artistique du Liban, bénéficiant d'un régime capitaliste favorable à entrepreneuriat pendant que l'Arménie était soviétique. 
En février 2018, en rencontrant le Premier ministre arménien Serge Sargsian, le président libanais Michel Aoun déclare au sujet des Arméniens du Liban qu’« ils font partie intégrante du peuple libanais et constituent une source de richesse pour la société libanaise pluraliste, plate-forme de dialogue ».
Lors de cette même rencontre, Michel Aoun a déclaré au sujet du génocide arménien que « La non-reconnaissance des massacres passés et l’absence de reddition des comptes ont encouragé à perpétrer les massacres actuels ». Le Liban est le premier pays arabe à avoir reconnu le génocide arménien depuis un vote du parlement le 11 mai 2000.
En 2012, l'adhésion de l'Arménie à la Francophonie, dont le Liban est également membre, a été un facteur de rapprochement supplémentaire entre les deux États.
Sur le plan économique, les deux États coopèrent dans les secteurs bancaire, industriel, agricole et des télécommunications et des nouvelles technologies.
L'Arménie participe aux forces de la FINUL au Liban-Sud, déployées pour pacifier la frontière israélo-libanaise.
Lors de la guerre de 2020 dans le Haut-Karabagh, l'Arménie et le Liban sont des alliés objectifs contre Israël, officiellement en guerre contre le Liban et proche allié de l’Azerbaïdjan en guerre avec l'Arménie.

### Relations avec la Chine
En septembre 2017, le ministre libanais de l'Économie et du Commerce Raëd Khoury se rend en Chine et rencontre He Lifeng, président de la Commission nationale pour la réforme et le développement. Les deux hommes signent un accord de coopération entre le Liban et le gouvernement chinois dans le cadre du développement des nouvelles routes de la soie. 

### Relations avec le Sri Lanka
Le Sri Lanka a une ambassade au Liban depuis 1997 où l'ambassadrice actuelle est Wijerathno Mendis, mais le Liban n'a pas d'ambassade à Colombo.
En août 2017, le ministre d'État aux Affaires étrangères du Sri Lanka est Vasantha Senanayake se rend au Liban et rencontre son homologue libanais Gebran Bassil, ainsi que le président du Liban Michel Aoun. Leurs échanges portent sur le développement de relations bilatérales, via des vols directs entre les deux pays, l'ouverture d'une ambassade à Colombo, et davantage d'échanges commerciaux.
Le Sri Lanka participe au forces internationale de la FINUL chargé de sécuriser la frontière entre le Liban et Israël, avant un contingent de 8000 soldats sri-lankais.
En septembre 2020, à la suite des explosions au port de Beyrouth provoquant la mort de plus de 200 habitants de la capitale libanaise, le Sri Lanka envoi de près de deux tonnes de thé de Ceylan pour les sinistrés.

## Relations avec les pays européens et occidentaux

### Relations avec la France
La France reçut un mandat sur le Liban de la Société des Nations en 1920 lors de la Conférence de San Remo. Le Liban moderne et ses principales institutions furent donc créées et développées par la France jusqu'à l'indépendance du Liban en 1943. Depuis l'indépendance du Liban, les relations politiques entre la France et le Liban sont bonnes. 
Jaques Chirac, Premier ministre sous la présidence de François Mitterrand puis président de la république française entre 1995 et 2007, noue des relations d'amitié très fortes avec Rafiq Hariri, Premier ministre libanais entre 1992 et 1998 entre 2000 et 2004. Cette relation contribue à la proximité de la France et du Liban, de nouveau renforcée sous la présidence française d'Emmanuel Macron à partir de 2017.
En novembre 2017, le Premier ministre libanais, Saad Hariri, fils de Rafiq Hariri et d'origine saoudienne par son père, se rend en Arabie saoudite où il est retenu contre son gré sur ordre du prince Mohammed Ben Salmane, qui lui reproche de négliger les intérêts saoudiens dans sa gouvernance. Une intervention française lui permet finalement de quitter le pays dix jours après son arrivée, à la suite de quoi Saad Hariri se rend en France et rencontre Emmanuel Macron et son Ministre des Affaires étrangères Jean-Yves Le Drian.
En septembre 2019, Saad Hariri rencontre de nouveau Emmanuel Macron à Paris, et obtient de la France un financement de 250 millions d'euros afin d'aider le Liban. Ce versement d'argent respecte les accords pris lors de la conférence du CEDRE qui a eu lieu en avril 2018. 
En août 2020, à la suite d'une explosion dans le port de Beyrouth, certaines franges de la population libanaise ont manifesté leur désir de voir la France exercer un nouveau mandat sur le Liban.
Le président français Emmanuel Macron se rend plusieurs fois au Liban pendant le deuxième semestre 2020 pour encourager des réformes du système politique gangrené par la corruption et le clientélisme, ce qui aurait contribué aux négligences ayant causé la catastrophe.

### Relations avec Chypre
La Liban partage avec Chypre une frontière maritime de 120 km. 
En août 2021, le commandant en chef de l’armée libanaise, le général Joseph Aoun, se rend à Chypre et s'entretient avec son homologue le général Dimokritos Zervakis le ministre chypriote de la Défense Charalampos Petridès, avec qui il signe un accord de coopération militaire entre les armées libanaise et chypriote.

### Relations avec les États-Unis

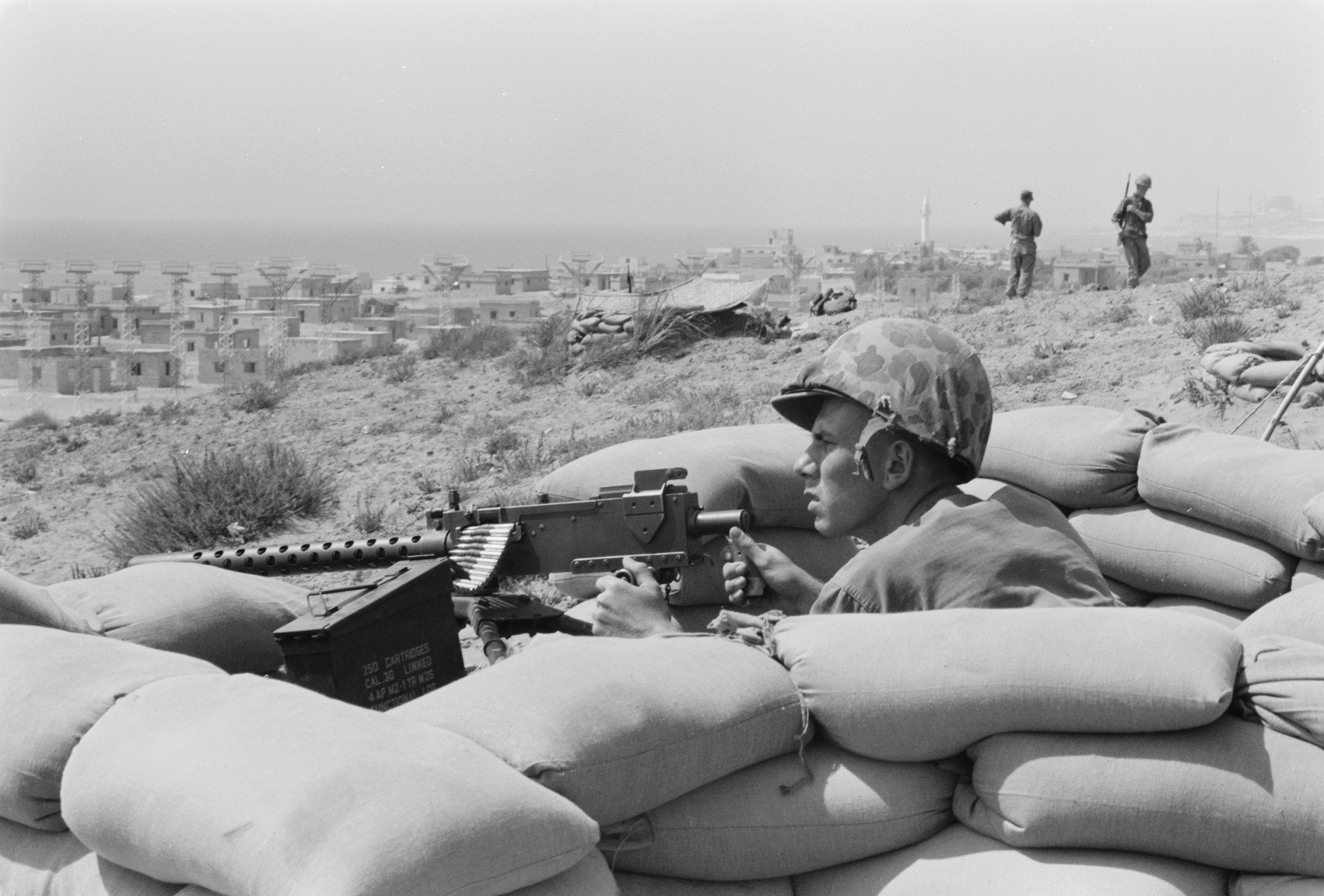
Marines américain à Beyrouth en 1958.

En 1958, confronté à une grave crise politique dégénérant en affrontements armés qui font près de 2000 morts, le président libanais Camille Chamoun sollicite un appui sécuritaire au président américain Dwight Eisenhower. Celui-ci y répond favorablement, et autorise le débarquement de 14 000 militaires américains (opération Blue Bat) qui sécurisent le port de Beyrouth et son aéroport international. Les forces américaines quittent le pays au bout de 102 jours après le triomphe de la contre-révolution menée par les Kataëb.

### Relations avec le Brésil
Le Brésil compte une importante communauté d'origine libanaise, estimée à plus de 10 millions d’habitants, soit plus que la population libanaise elle-même. De nombreuses individus d’origine libanaise au Brésil sont des personnalités importantes de la société brésilienne, notamment Carlos Ghosn, industriel et PDG de l'Alliance Renault-Nissan, Michel Temer, 37ème président du Brésil, et Gilberto Kassab, maire de São Paulo.  En décembre 2019, l'industriel né eu Brésil d'origine libanaise Carlos Ghosn trouve refuge à Beyrouth après s'être enfui de Tokyo, où il était retenu, accusé de malversation dans sa gestion du consortium Renault-Nissan. Le mois suivant,  Walid Joumblatt, principal chef politique de la communauté druze du Liban suggère lui propose le poste de Ministre de l'Énergie au Liban, amsi cette proposition est déclinée par Carlos Ghosn.
En août 2020, à la suite de l'explosion du port de Beyrouth, le Brésil envoie au Liban une aide humanitaire de 6 tonnes contenant de la nourriture, des médicaments, 300 respirateurs et des masques chirurgicaux. Une délégation brésilienne menée par l'ancien président Michel Temer se rend au Liban par la même occasion.

## Relations avec l'Afrique
L'Afrique abrite une part importante diaspora libanaise, dont le nombre est estimé entre 200 000 à 300 000 habitants sur le continent africain.

### Relations avec le Sénégal
Le nombre de Libanais au Sénégal est estimé à environ 25 000, la plupart sont nés au Sénégal et ne sont jamais allés au Liban. Leur intégration est illustrée par bonne entente générale entre les communautés, les métissages et le sentiment d'appartenance nationale envers le Sénégal.
Néanmoins, la communauté libanaise trouve difficilement sa place sur la scène politique, dans la haute administration ou dans le gouvernement. Cela n'empêche pas certains de ses membres comme Haïdar El Ali, directeur de l'Oceanium de Dakar de devenir ministre de l'Écologie dans le gouvernement de Abdoul Mbaye en 2012-2013, puis ministre de la Pêche dans le gouvernement de Aminata Touré en 2013-2014.

### Relations avec le Tchad
De nombreux points communs entre le Tchad et le Liban constituent des vecteurs d'affinités entre leurs gouvernements et leurs sociétés civiles. Leurs deux populations sont caractérisées par une double culture religieuse islamo-chrétienne, et linguistique arabe-française, les deux États étant d'anciennes colonies françaises et actuellement membres de la francophonie. Avant les guerres civiles qu'ont connues les deux pays après leurs indépendances, de nombreux Tchadiens allaient étudier à Beyrouth, tandis que de nombreux entrepreneurs et hommes d'affaires libanais se sont installés au Tchad dont ils ont contribué au développement économique.
Dans les années 1970, l'ambassadeur du Tchad en Égypte était un Libanais d'origine. Lors d'une interview donnée au journal libanais L'Orient le Jour en 2001, le président tchadien Idriss Déby déclare regretter que la guerre civile au Tchad ait provoqué le départ de la plupart des citoyens d'origine libanaise, et appelle ses « amis Libanais à venir contribuer, comme dans le passé, au développement du Tchad ». 
En juillet 2002, les Premiers ministres du Liban et du Tchad, Rafic Hariri et Haroun Kabadi, se rencontrent à deux reprises à N'Djamena  et à Beyrouth pour renforcer leurs relations diplomatiques et leur coopération économique,.